# Đảo Amsterdam
Đảo Amsterdam (phát âm tiếng Pháp: [ilamstəʁˈdam], cũng gọi là Tân Amsterdam, hay Nouvelle Amsterdam, là một đảo được đặt tên theo thành phố Amsterdam của Hà Lan. Đảo nằm tại Ấn Độ Dương và là một phần của Vùng đất phía Nam và châu Nam Cực thuộc Pháp, cùng với đảo Saint-Paul cách 85 km (53 mi) về phía nam, tạo thành một trong năm khu vực của lãnh thổ này. Trên đảo có trạm nghiên cứu Martin-de-Viviès, ban đầu mang tên là trại Heurtin, rồi đến La Roche Godon, và là điểm có người duy nhất trên đảo, là thủ phủ của lãnh thổ và là nơi sinh sống của khoảng 30 cư dân không cố định làm các công việc nghiên cứu sinh vật, khí tượng và địa từ.
Đảo Amsterdam là một trong ba vùng đất đối cực duy nhất của Hoa Kỳ lục địa. Đối chân với đảo là một khu vực nằm cách 20 dặm (32 km) về phía đông nam của Lamar, Colorado (hai điểm còn lại île Saint-Paul và quần đảo Kerguelen).

## Lịch sử

### Khám phá
Hòn đảo được nhà thám hiểm người Basque Tây Ban Nha Juan Sebastián Elcano khám phá ra vào ngày 18 tháng 3 năm 1522, trong chuyến đi vòng quanh thế giới bằng đường biển của ông. Tuy nhiên, ông đã không đặt tên cho đảo. Thuyền trưởng người Hà Lan là Anthonie van Diemen đã đặt tên cho đảo là Nieuw Amsterdam khi tàu của ông đến đây vào ngày 17 tháng 6 năm 1633. Việc đổ bộ lên đảo được thực hiện lần đầu là vào tháng 12 năm 1696 bởi một người Hà Lan tên là Willem de Vlamingh.

### Thế kỷ 18
Thuyền trưởng người Pháp Pierre François Péron đã bị bỏ lại trên đảo từ 1792 đến 1795. TrongMemoires của mình, ông đã mô tả các kinh nghiệm sống trên đảo, và nó đã được xuất bản với số lượng giới hạn và là một món đồ sưu tập đắt tiền.

### Thế kỷ 19
Vào mùa thu năm 1833, tàu chiến Anh Lady Munro đã bị đắm tại đảo và 21 người sống sót đã được cứu thoát hai tuần sau đó.
Vào tháng 1 năm 1871 một nỗ lực để định cư trên đảo đã được tiến hành do Heurtin, một cư dân Pháp tại Réunion, lãnh đạo. Sau bảy tháng tại đây, các nỗ lực chăn nuôi gia súc và trồng trọt của họ đã tỏ ra không hiệu quả và họ buộc phải trở về Réunion, bỏ lại các gia súc trên đảo.
Các hòn đảo Amsterdam và Saint-Paul được Martin Dupeyrat tuyên bố chủ quyền thuộc về Pháp lần đầu vào năm 1843. Tuy nhiên, thống đốc Réunion đã từ chối thông qua đạo luật chiếm hữu và Pháp chỉ chính thức kiểm soát đảo từ tháng 10 năm 1892.

### Thế kỷ 20
Hòn đảo gắn liền với Madagascar vào năm 1924 và trở thành một thuộc địa của Pháp. Căn cứ đầu tiên của Pháp trên đảo Amsterdam được thiết lập vào năm 1949, và ban đầu được gọi là trại Heurtin. Theo dõi Khí quyển Toàn cầu vẫn duy trì sự hiện diện tại đảo Amsterdam.

### Tranh chấp lãnh thổ
Đảo Amsterdam, cùng với Saint Paul, bị một số chính đảng Mauritius coi là lãnh thổ của nước mình. Vấn đề chủ quyền của Mauritius đối với hai hòn đảo lại được nhà lãnh đạo đối lập Paul Raymond Berenger gợi lên vào năm 2007. Cùng với đó, Mauritius cũng tuyên bố chủ quyền một cách chính thức với đảo Tromelin.

## Địa lý
Đảo núi lửa này là đã phun trào lần cuối vào năm 1792. Đảo có diện tích 55 km2 (21 dặm vuông Anh), chiều dài lớn nhất là 10 km (6,2 mi), và độ cao lớn nhất 867 m (2.844 ft) tại Mont de la Dives. Khu vực cao ở trung tâm của đảo có độ cao khoảng 500 m, bao gồm các đỉnh núi và hõm chảo núi lửa, được gọi là Plateau des Tourbières (nghĩa là Cao nguyên của các vũng lầy). Các vách đá đặc trưng cho vùng bờ biển phía tây của hòn đảo, có độ cao 700 m và được gọi là Falaises d'Entrecasteaux theo tên nhà hàng hải người Pháp vào thế kỷ 18 là Bruni d'Entrecasteaux.

### Khía hậu
Đảo Amsterdam có khí hậu đại dương ôn hòa, nhiệt độ trung bình là 13 °C (55,4 °F), lượng mưa bình quân năm đạt 1.100 mm (43,3 in), gió tây kéo dài liên tục với độ ẩm cao.
| Dữ liệu khí hậu của Martin-de-Vivies, Đảo Amsterdam | Dữ liệu khí hậu của Martin-de-Vivies, Đảo Amsterdam | Dữ liệu khí hậu của Martin-de-Vivies, Đảo Amsterdam | Dữ liệu khí hậu của Martin-de-Vivies, Đảo Amsterdam | Dữ liệu khí hậu của Martin-de-Vivies, Đảo Amsterdam | Dữ liệu khí hậu của Martin-de-Vivies, Đảo Amsterdam | Dữ liệu khí hậu của Martin-de-Vivies, Đảo Amsterdam | Dữ liệu khí hậu của Martin-de-Vivies, Đảo Amsterdam | Dữ liệu khí hậu của Martin-de-Vivies, Đảo Amsterdam | Dữ liệu khí hậu của Martin-de-Vivies, Đảo Amsterdam | Dữ liệu khí hậu của Martin-de-Vivies, Đảo Amsterdam | Dữ liệu khí hậu của Martin-de-Vivies, Đảo Amsterdam | Dữ liệu khí hậu của Martin-de-Vivies, Đảo Amsterdam | Dữ liệu khí hậu của Martin-de-Vivies, Đảo Amsterdam |
| Tháng                                               | 1                                                   | 2                                                   | 3                                                   | 4                                                   | 5                                                   | 6                                                   | 7                                                   | 8                                                   | 9                                                   | 10                                                  | 11                                                  | 12                                                  | Năm                                                 |
| --------------------------------------------------- | --------------------------------------------------- | --------------------------------------------------- | --------------------------------------------------- | --------------------------------------------------- | --------------------------------------------------- | --------------------------------------------------- | --------------------------------------------------- | --------------------------------------------------- | --------------------------------------------------- | --------------------------------------------------- | --------------------------------------------------- | --------------------------------------------------- | --------------------------------------------------- |
| Trung bình ngày tối đa °C (°F)                      | 19.5 (67.1)                                         | 19.8 (67.6)                                         | 18.7 (65.7)                                         | 17.3 (63.1)                                         | 15.4 (59.7)                                         | 14.0 (57.2)                                         | 13.3 (55.9)                                         | 13.3 (55.9)                                         | 13.8 (56.8)                                         | 14.7 (58.5)                                         | 15.9 (60.6)                                         | 18.0 (64.4)                                         | 16.1 (61.0)                                         |
| Trung bình ngày °C (°F)                             | 16.6 (61.9)                                         | 17.0 (62.6)                                         | 16.1 (61.0)                                         | 15.0 (59.0)                                         | 13.3 (55.9)                                         | 12.0 (53.6)                                         | 11.3 (52.3)                                         | 11.1 (52.0)                                         | 11.6 (52.9)                                         | 12.3 (54.1)                                         | 13.5 (56.3)                                         | 15.5 (59.9)                                         | 13.8 (56.8)                                         |
| Tối thiểu trung bình ngày °C (°F)                   | 14.3 (57.7)                                         | 14.5 (58.1)                                         | 13.7 (56.7)                                         | 12.9 (55.2)                                         | 11.2 (52.2)                                         | 9.8 (49.6)                                          | 9.3 (48.7)                                          | 9.0 (48.2)                                          | 9.5 (49.1)                                          | 10.1 (50.2)                                         | 11.3 (52.3)                                         | 13.2 (55.8)                                         | 11.6 (52.9)                                         |
| Lượng Giáng thủy trung bình mm (inches)             | 96 (3.8)                                            | 78 (3.1)                                            | 82 (3.2)                                            | 102 (4.0)                                           | 110 (4.3)                                           | 113 (4.4)                                           | 104 (4.1)                                           | 95 (3.7)                                            | 83 (3.3)                                            | 85 (3.3)                                            | 90 (3.5)                                            | 81 (3.2)                                            | 1.119 (44.1)                                        |
| Số giờ nắng trung bình tháng                        | 177                                                 | 145                                                 | 134                                                 | 110                                                 | 107                                                 | 99                                                  | 104                                                 | 121                                                 | 123                                                 | 141                                                 | 150                                                 | 170                                                 | 1.581                                               |
| Nguồn: NOAA                                         |                                                     |                                                     |                                                     |                                                     |                                                     |                                                     |                                                     |                                                     |                                                     |                                                     |                                                     |                                                     |                                                     |

## Thực vật

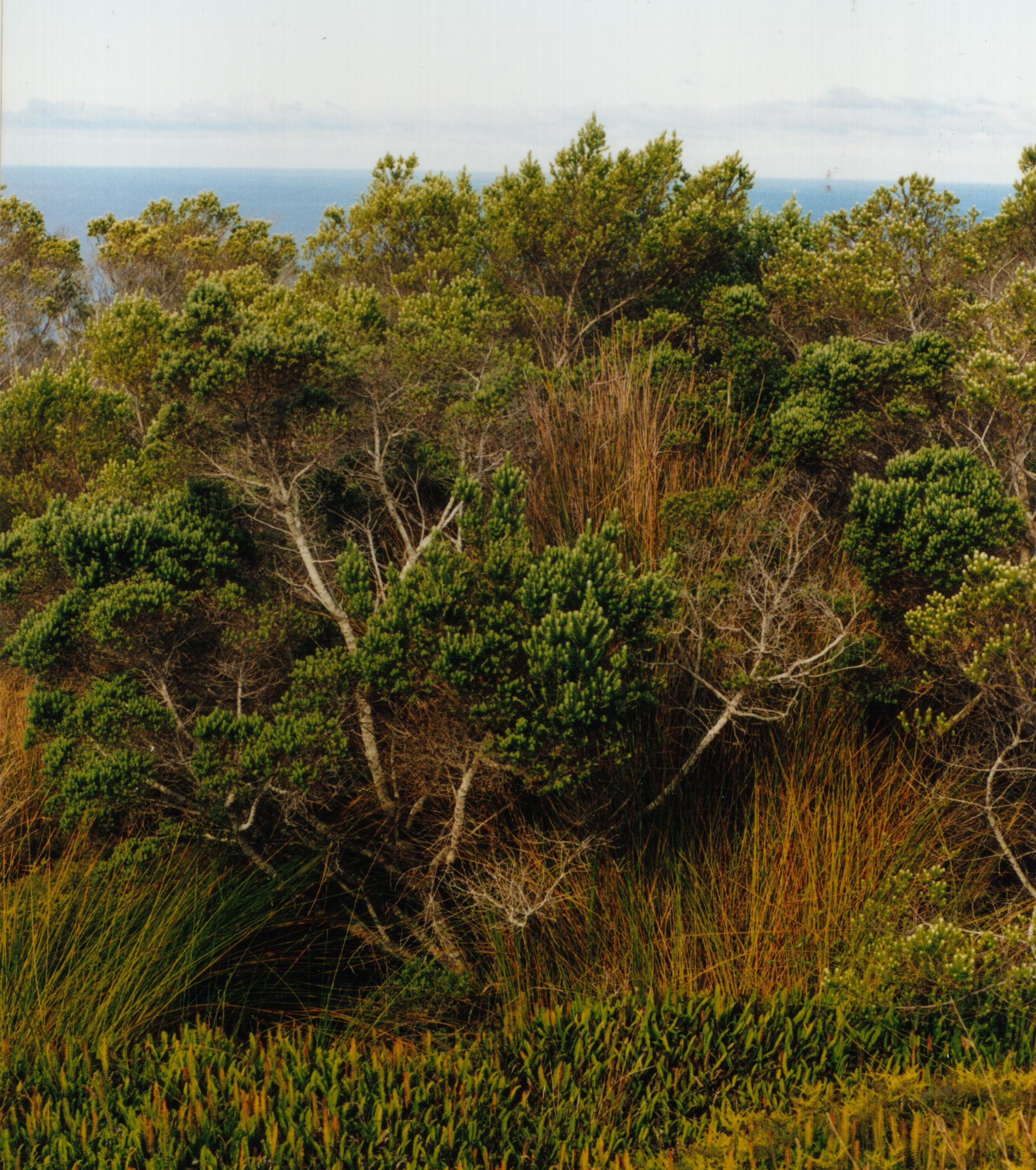
Phylica arborea

Phylica arborea xuất hiện tại Amsterdam, loài cây này cũng được tìm thấy tại Tristan da Cunha và đảo Gough, và là nơi duy nhất loài này tạo thành các rừng cây thấp. Loài này được gọi là Grand Bois, mọc tại các vùng đất thấp của đảo cho đến thế kỷ 19, và chỉ còn tám đoạn còn lại.

## Chim
Hòn đảo là nơi sinh sống của loài đặc hữu hải âu lớn Amsterdam, và chúng chỉ sinh sản tại Plateau des Tourbières. Các loài quý hiếm khác trên đảo là chim cướp biển lớn, hải yến Nam Cực và chim cánh cụt Tây Rockhopper. Vịt Amsterdam hiện đã tuyệt chủng, cư dân địa phương có nuôi một số hải âu. Chim sẻ mai hoa cũng được đưa đến. Cả Plateau des Tourbières và Falaises d'Entrcasteaux đều là các Vùng chim quan trọng theo phân định của BirdLife International, vùng sau cùng có chim hải âu mào vàng Ấn Độ sinh sản.

## Động vật có vú
Đảo không có các động vật có vú bản địa sống trên đất liền. Hải cẩu lông cận Nam Cực và hải cẩu voi phương Nam sinh sản trên đảo. Các loài thú được đưa đến bao gồm chuột nhà và thỏ nâu. Mèo hoang cũng có trên đảo.
Một số giống gia súc cũng sống tại đảo. Chúng có nguồn gốc từ năm loài động vật được Heurtin đưa đến khi ông có gắng định cư tại đảo vào năm 1871, và đến năm 1988 con số chúng đã tăng lên 2.000. Sau khi công nhận các gia súc này gây thiệt hại cho hệ sinh thái của đảo,một hàng rào đã được xây dựng để hạn chế chúng tại khu vực phía bắc của đảo.